# Björksjön, Ångermanland
Björksjön är en sjö i Sollefteå kommun i Ångermanland och ingår i Ångermanälvens huvudavrinningsområde. Sjön är 20 meter djup, har en yta på 0,752 kvadratkilometer och är belägen 63 meter över havet. Sjön avvattnas av vattendraget Björkån. Vid provfiske har bland annat abborre, braxen, gers och gädda fångats i sjön.

## Delavrinningsområde
Björksjön ingår i det delavrinningsområde (701458-159042) som SMHI kallar för Utloppet av Björksjön. Medelhöjden är 175 meter över havet och ytan är 9,24 kvadratkilometer. Räknas de 64 avrinningsområdena uppströms in blir den ackumulerade arean 309,02 kvadratkilometer. Björkån som avvattnar avrinningsområdet har biflödesordning 2, vilket innebär att vattnet flödar genom totalt 2 vattendrag innan det når havet efter 28 kilometer. Avrinningsområdet består mestadels av skog (86 procent). Avrinningsområdet har 0,73 kvadratkilometer vattenytor vilket ger det en sjöprocent på 7,9 procent.

## Fisk
Vid provfiske har följande fisk fångats i sjön:
- Abborre
- Braxen
- Gärs
- Gädda
- Lake
- Löja
- Mört
- Nors
- Sik